# Rajídeos
Rajídeos (Rajidae) é uma família de raias com cerca de 200 espécies agrupadas em 14 géneros.

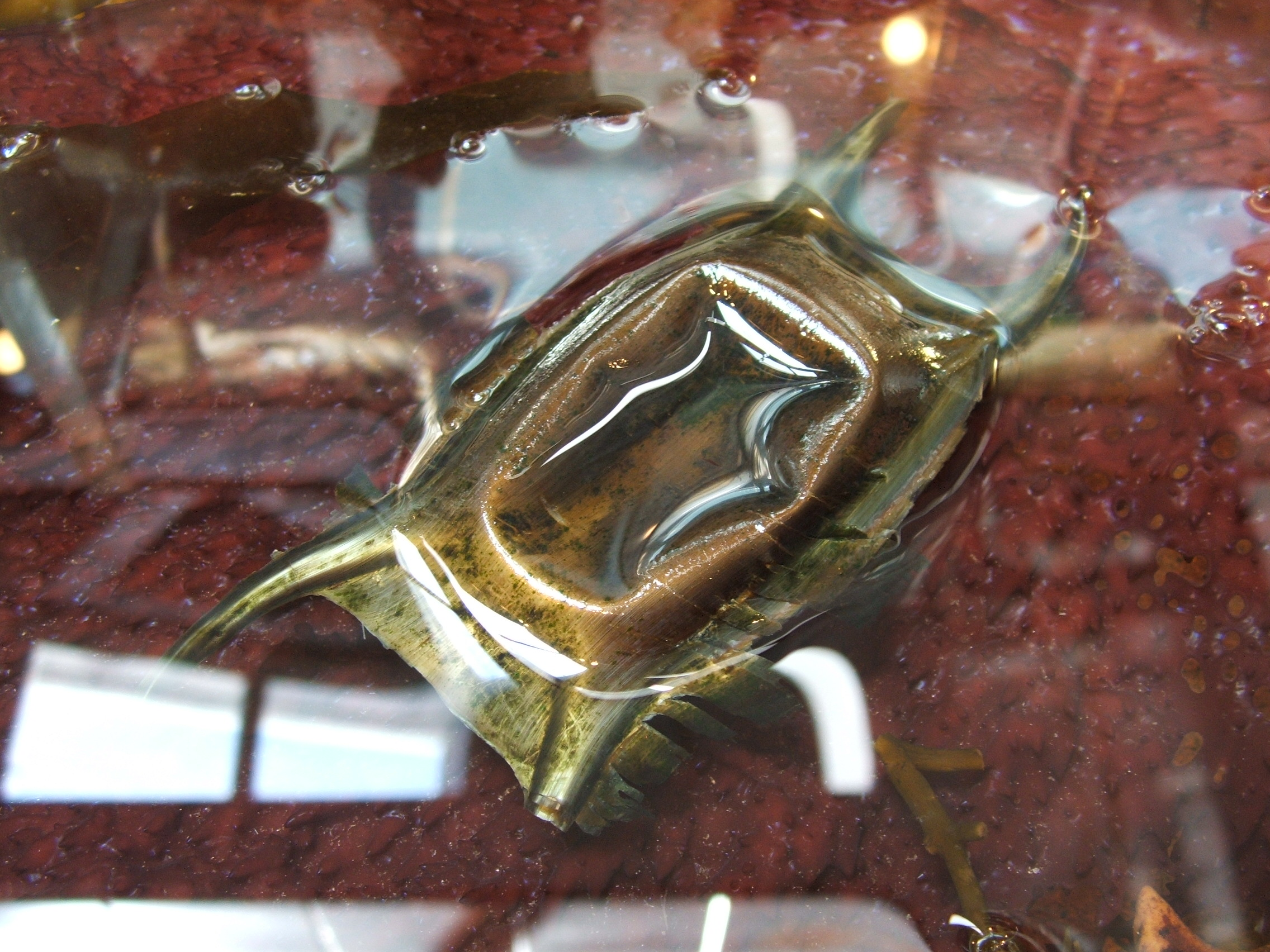
Ovo aberto de Raja binoculata

São animais demersais que ocorrem em todos os oceanos, desde o Ártico à Antártica, desde águas costeiras até regiões abissais; chegam a entrar em estuários mas, em águas tropicais, são raras em águas baixas ou perto de recifes de coral. A cauda é fina, mas apresenta pregas laterais e uma reduzida barbatana; no entanto, ostenta duas dorsais. Possuem órgãos eléctricos nos músculos caudais. A pele apresenta dentículos, geralmente numa linha ao longo da linha média do dorso. São ovíparos, produzindo ovos com uma cápsula coriácea quadrangular, com filamentos nas pontas.

## Géneros
Nota: Os géneros marcados com * são colocados por outros autores na família Arhynchobatidae:
- Amblyraja
- Arhynchobatis*
- Atlantoraja*
- Bathyraja*
- Breviraja
- Cruriraja
- Dactylobatus
- Dipturus
- Fenestraja
- Gilotea
- Gurgesiella
- Irolita*
- Leucoraja
- Malacoraja
- Neoraja
- Notoraja*
- Okamejei
- Pavoraja*
- Psammobatis*
- Pseudoraja*
- Raja
- Rajella
- Rhinoraja*
- Rioraja*
- Rostroraja
- Sympterygia*
- Zearaja